# Judgment Day 2008
Judgment Day 2008 è stata la decima edizione dell'omonimo evento in pay-per-view prodotto dalla WWE. L'evento ha avuto luogo il 18 maggio 2008 presso il Qwest Center di Omaha.

## Storyline
A Backlash, Triple H vinse un fatal 4-way elimination match che comprendeva anche John Cena, John "Bradshaw" Layfield e il campione Randy Orton, conquistando così il WWE Championship per la settima volta. Nella puntata di Raw del 28 aprile, il general manager William Regal interruppe il rematch valevole per il titolo fra Triple H e Orton, annunciando che i due si sarebbero affrontati in uno steel cage match a Judgment Day con in palio la cintura.
A Backlash, The Undertaker difese con successo il World Heavyweight Championship contro Edge dopo averlo sottomesso alla Hell's Gate. Nella puntata di SmackDown del 2 maggio, la general manager Vickie Guerrero ribadì tuttavia l'illegalità della succitata manovra di sottomissione (kayfabe), privando dunque Undertaker del titolo e rendendolo conseguentemente vacante. La settimana successiva, Edge trionfò in un battle royal match dopo aver eliminato per ultimo Batista, ottenendo il diritto di affrontare Undertaker a Judgment Day con in palio la vacante cintura dei pesi massimi.
Dopo che ebbero un duro scontro verbale durante l'Highlight Reel di Chris Jericho nella puntata di Raw del 7 aprile, Shawn Michaels sconfisse poi Batista in maniera controversa a Backlash in un match arbitrato dallo stesso Jericho, dove Michaels sembrò fingere un infortunio per avere la meglio sull'avversario. Dopo che Jericho accusò Michaels di aver simulato il tutto solamente per ottenere la vittoria, il general manager William Regal sancì un incontro fra i due per Judgment Day.
A Backlash, John Cena eliminò John "Bradshaw" Layfield dal fatal 4-way elimination match valevole per il WWE Championship dopo averlo sottomesso alla STFU. Nella puntata di Raw del 28 aprile, JBL sfidò quindi Cena ad un incontro per Judgment Day e quest'ultimo accettò.
Nella puntata di Raw del 14 aprile, Mickie James sconfisse la campionessa Beth Phoenix, conquistando così il Women's Championship per la quarta volta. Nella puntata di Raw del 5 maggio, Mickie difese con successo il titolo nella rivincita contro Beth dopo che quest'ultima era stata involontariamente colpita dalla sua alleata Melina. La settimana successiva, dopo che Melina aveva effettuato un turn face attaccando Beth, fu sancito un triple threat match fra le tre con in palio il titolo femminile per Judgment Day.
Nella puntata di ECW del 6 maggio, i WWE Tag Team Champions John Morrison e The Miz, durante il loro Dirt Sheet, attaccarono verbalmente l'ECW Champion Kane e il Mr. Money in the Bank CM Punk. La settimana dopo, The Miz batté Punk, mentre Morrison prevalse su Kane. Ciò portò all'annuncio di un match fra i due team con in palio il WWE Tag Team Championship per Judgment Day.
A completare la card dell'evento fu il match fra il rientrante Jeff Hardy e Montel Vontavious Porter.

## Evento

### Match preliminari
L'opener dell'evento fu il match tra John Cena e John "Bradshaw" Layfield. Durante le fasi iniziali, JBL controllò in pieno la contesa dopo che attaccò ripetutamente la zona pettorale di Cena, operata chirurgicamente alcuni mesi prima. Dopo essere stato vittima di varie prese di sottomissione, Cena provò una sporadica reazione nei confronti di JBL, ma non vi riuscì per via del forte dolore provocatogli al braccio e al petto. JBL eseguì poi la Clothesline from Hell ai danni di Cena, però, nel momento in cui ne tentò un'altra in rapida successione, quest'ultimo evitò la manovra e lo colpì all'improvviso con la FU, schienandolo per vincere l'incontro.
Il secondo match fu quello valevole per il WWE Tag Team Championship fra i campioni John Morrison e The Miz e gli sfidanti CM Punk e Kane. Dopo un batti e ribatti fra i due team, Punk e Kane presero le redini della contesa dopo che il primo eseguì un jumping knee e un running bulldog ai danni di Morrison. Punk tentò dunque la GTS su Morrison, ma Miz, approfittando della distrazione dell'arbitro, salvò il suo compagno dopo aver bloccato illegalmente il loro avversario. Ciò portò Kane ad attaccare Miz con una chokeslam all'esterno del ring, causando tuttavia nel frattempo la cruciale distrazione di Punk, il quale fu colpito dal Moonlight Drive di Morrison, che permette ai campioni di vincere l'incontro e di mantenere i titoli di coppia.

## Risultati
| #    | Incontri                                                                   | Stipulazioni                                        | Durata |
| ---- | -------------------------------------------------------------------------- | --------------------------------------------------- | ------ |
| Dark | Cody Rhodes e Hardcore Holly (c) hanno sconfitto Carlito e Santino Marella | Tag team match per il World Tag Team Championship   | —      |
| 1    | John Cena ha sconfitto John "Bradshaw" Layfield                            | Single match                                        | 15:03  |
| 2    | John Morrison e The Miz (c) hanno sconfitto CM Punk e Kane                 | Tag team match per il WWE Tag Team Championship     | 07:12  |
| 3    | Shawn Michaels ha sconfitto Chris Jericho                                  | Single match                                        | 15:56  |
| 4    | Mickie James (c) ha sconfitto Beth Phoenix e Melina                        | Triple threat match per il WWE Women's Championship | 06:14  |
| 5    | The Undertaker ha sconfitto Edge per count out                             | Single match per il World Heavyweight Championship  | 16:15  |
| 6    | Jeff Hardy ha sconfitto Montel Vontavious Porter                           | Single match                                        | 09:42  |
| 7    | Triple H (c) ha sconfitto Randy Orton                                      | Steel cage match per il WWE Championship            | 21:11  |